# Бутков, Дмитрий Алексеевич
Дмитрий Алексеевич Бутков (1897 — 1961) — советский ученый, кандидат экономических наук, ректор МФЭИ.

## Биография
Родился в 1897 году.
В сентябре 1916 года поступил в Петербургский политехнический институт, в ноябре этого же года был мобилизован и направлен на учёбу в Иркутское военное училище. По окончании училища прапорщик Дмитрий Бутков был откомандирован в 31-й запасной Сибирский полк в город Красноярск. В июне 1917 года был направлен на Юго-Западный фронт, стал участником Первой мировой войны. Находясь на фронте, участвовал в работе нелегальной большевистской организации и был избран заместителем председателя полкового комитета. За короткий период времени с октября 1917 года по январь 1918 он был командиром полка, заместителем председателя корпусного комитета и членом Военно-революционного совета корпуса.
Во время Гражданской войны был направлен на нелегальную работу на Украину (Харьков), затем в Закавказье (Баку). В течение 1920 года работал в Пятигорске и в Ростове-на-Дону. С декабря 1920 по 1923 года находился на руководящей хозяйственной работе в Петрограде в аппарате Совнархоза ВСНХ.
В 1923 году Бутков продолжил занятия на экономическом факультете Петроградского политехнического института (ныне Санкт-Петербургский политехнический университет Петра Великого). В 1926 году, после окончания вуза, был оставлен в нём для продолжения научной и педагогической работы, преподавал экономическую политику и финансы. В 1929 году был назначен руководителем кафедры экономической политики в Ленинградском институте народного хозяйства в звании доцента. В июле 1929 года был направлен в Москву в Наркомат финансов СССР, где работал заместителем начальника, затем начальником планово-экономического управления.
В 1930 году Дмитрий Александрович Бутков был назначен директором Московского финансово-экономического института. В 1934—1938 годах работал в Комиссии партийного контроля при ЦК ВКП(б), одновременно преподавал в ряде вузов Москвы, в том числе в Московском кредитно-экономическом институте. С октября 1941 по июль 1942 года он был директором МКЭИ, с 1943 по 1946 год возглавлял восстановленный Московский финансово-экономический институт и с октября 1946 по июль 1947 года исполнял обязанности директора Московского финансового института. Таким образом, с 1930 по 1947 год  Д.А. Бутков в разное время возглавлял попеременно оба вуза — Кредитно-экономический и Финансово-экономический, а также в течение семи месяцев был первым и.о. директора Московского финансового института. В феврале 1938 года Буткову присуждена ученая степень кандидата экономических наук. В 1930—1940-е годы им был опубликован ряд учебно-методических пособий.
В сентябре 1947 года решением ЦК ВКП(б) Бутков был направлен в Германию, где работал председателем комиссии Советской военной администрации в Германии (СВАГ) по делам секвестра и конфискации имущества, был начальником отдела контроля за имуществом и одновременно заместителем начальника финансового управления СВАГ. 6 августа 1948 года приказом № 136 за подписью Главнокомандующего Группой Советских войск в Германии Маршала Советского Союза В. Д. Соколовского Буткову была объявлена благодарность и вручен ценный подарок за участие в проведении денежной реформы в Восточной Германии.
Вернувшись в СССР, с 1953 по 1961 годы Бутков работал в вузах Москвы в должности доцента, в том числе в Московском финансовом институте и Институте внешней торговли Минвнешторга СССР.
Дмитрий Алексеевич погиб в автокатастрофе на Валдае в 1961 году. Похоронен на Новодевичьем кладбище.
Был награждён медалями «За оборону Москвы», «За доблестный труд в Великой Отечественной войне 1941—1945 гг.», «В память 800-летия Москвы».